# Cheta
Cheta – jedna z rzek syberyjskich.
Wypływa z podnóża szczytu Kamienia w Górach Putorana, płynie południowym skrajem półwyspu Tajmyr, następnie skręca na północny wschód w kierunku miasta Chatanga, gdzie łączy się z rzeką Kotuj, tworząc rzekę o tej samej nazwie, która uchodzi do Morza Łaptiewów.